# Ulrich von Plankenfels

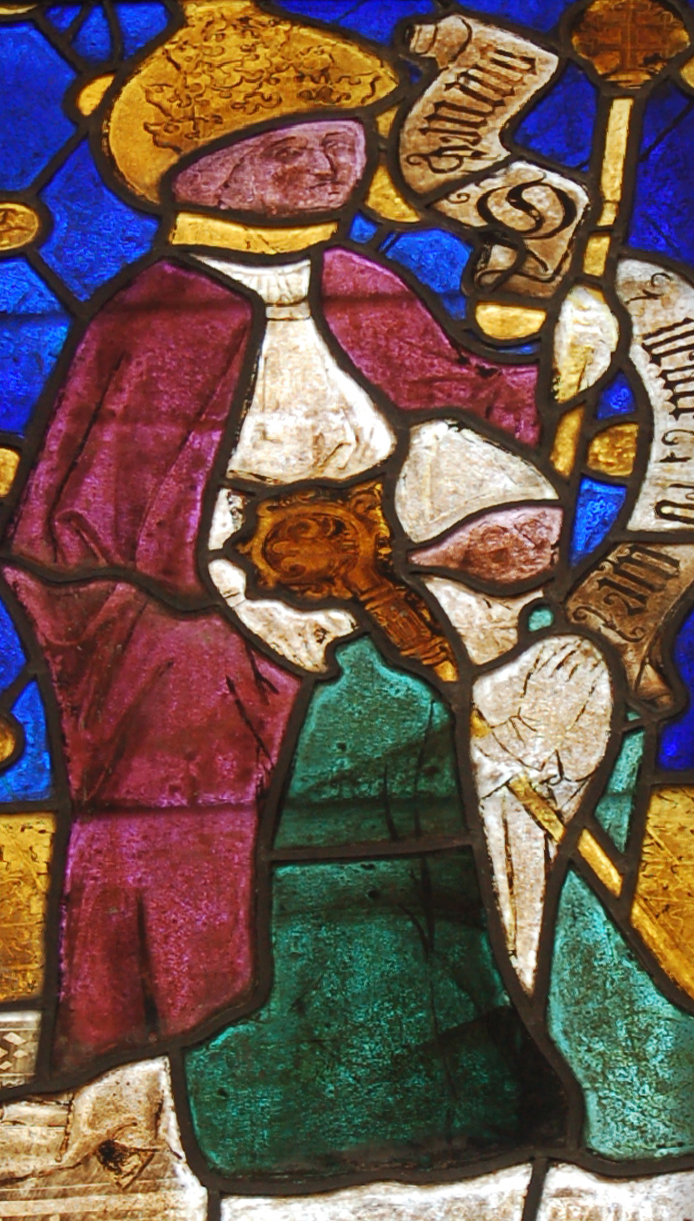
Ulrich von Plankenfels vor dem hl. Sixtus, dem Patron der Diözese Chiemsee, auf dem gotischen Fenster der St.-Nikolaus-Kirche in der Weitau bei St. Johann in Tirol

Ulrich von Plankenfels († Februar 1467) war 1453–1467 Bischof von Chiemsee.

## Leben
Ulrich entstammte den Herren von Plankenfels, die als Ministeriale des Hochstifts Bamberg Bedeutung erlangten und deren Stammburg die Burg Plankenfels war. Zusammen mit seinem Bruder Friedrich III. von Plankenfels, dieser war 1450–1457 Bischof von Regensburg, war Ulrich 1423 an der Universität Wien immatrikuliert. Er war zunächst Augustiner-Chorherr der Reichsprälatur Berchtesgaden und wurde dort zum Stiftsdekan berufen. Am 3. September 1446 wurde er Domherr in Salzburg sowie Hofmeister des Erzbischofs Sigismund I. von Volkersdorf. Dieser ernannte ihn nach dem Tod des Chiemseer Bischofs Silvester Pflieger am 23. Oktober 1453 zu dessen Nachfolger. Die Inthronisation erfolgte am 4. November 1453, die Bischofsweihe durch den Erzbischof Volkersdorf und Ulrichs Bruder Friedrich von Plankenfels am 23. Dezember 1453.
Über Ulrichs Wirken ist wenig bekannt. Bei der Wahl des Salzburger Erzbischofs Burkhard von Weißpriach 1461 wurde er als Kompromissar eingesetzt. Am 9. Mai 1462 vollzog er die Bischofsweihe an Burkhard von Weißpriach. Ulrich  von Plankenfels starb am 22., 26. oder 28. Februar 1467. Sein Leichnam wurde vor dem Andreasaltar im Salzburger Dom bestattet.